# 韦尔东河畔圣克鲁瓦
韦尔东河畔圣克鲁瓦（法語：Sainte-Croix-du-Verdon，法語發音：[sɛ̃t kʁwa dy vɛʁdɔ̃]）是法国上普罗旺斯阿尔卑斯省的一个市镇，位于该省南部，属于迪涅莱班区。

## 地理
韦尔东河畔圣克鲁瓦（43°45'32"N, 6°9'5"E）面积13.7 平方千米，位于法国普罗旺斯-阿尔卑斯-蓝色海岸大区上普罗旺斯阿尔卑斯省，该省份为法国东南部内陆省份，北起上阿尔卑斯省，西接沃克吕兹省，西北接德龙省，南至瓦尔省，东临滨海阿尔卑斯省，东北部与意大利接壤。
与韦尔东河畔圣克鲁瓦接壤的市镇（或旧市镇、城区）包括：蒙塔尼亚克-蒙珀扎、穆斯捷圣玛丽、鲁穆勒、韦尔东河畔博迪纳尔、博迪昂、韦尔东河畔莱萨勒。

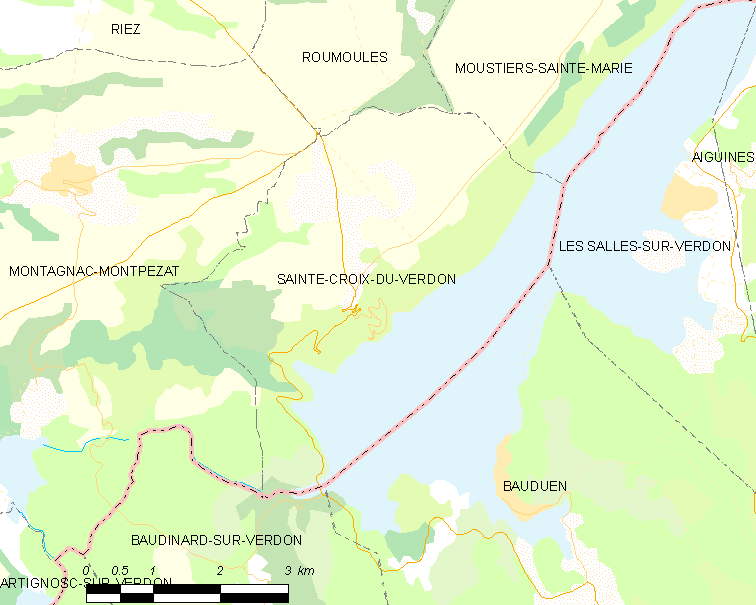
韦尔东河畔圣克鲁瓦的OSM定位图

韦尔东河畔圣克鲁瓦的时区为UTC+01:00、UTC+02:00（夏令时）。

## 行政
韦尔东河畔圣克鲁瓦的邮政编码为04500，INSEE市镇编码为04176。

## 政治
韦尔东河畔圣克鲁瓦所属的省级选区为瓦朗索勒县。

## 人口

1962-2008年间韦尔东河畔圣克鲁瓦人口变化图示

韦尔东河畔圣克鲁瓦于2022年1月1日时的人口数量为115人。